# 임성구
임성구(林聖九, 1887년 9월 28일~1921년 11월 20일)는 한국사 최초의 신파극 운동을 처음 시작한 인물이다.

## 대표적 주요 경력
- 혁신단 단장

## 생애
1887년 한성부에서 출생하여 광범위적으로는 별로 정규교육을 받은 적이 없고 청소년기에는 형과 함께 과일상을 했으며 을사늑약 이후 일본 이주민을 따라 들어온 일본 신파극단의 연극장에서 무대 일 등을 거들면서 신파극을 배웠다. 1911년 초겨울에 김도산(金陶山), 김소랑(金小浪), 박창한(朴昌漢) 등과 최초의 신파극단인 혁신단(革新團)을 조직하였다. 임성구를 대표로 한 혁신단은 만 10년 동안 수백회의 중앙 공연과 지방 공연을 했다. 남자를 여역(女役)에 대신시킨 이른바 여형(女形)도 그가 처음 시작했으며 《육혈포강도(六穴砲强盜)》, 《눈물》, 《장한몽(長恨夢)》, 《불여귀(不如歸)》 등은 임성구의 혁신단이 인기를 끌었던 대표적 작품들이다. 그러나 임성구는 주색과 무절제한 생활로 인한 폐환(肺患)으로 인해 1921년 11월 20일을 기하여 35세(만34세)를 일기로 병사하였다.

## 출연작

### 연극
- 《육혈포강도》
- 《눈물》
- 《장한몽》
- 《불여귀》